# 国懿仲
国懿仲（？—？），中国春秋时期齐国政治人物。国庄子国归父的父亲，国武子国佐之祖父。国懿仲辅佐齐桓公，前648年，管仲朝见周襄王，称国懿仲和高傒为齐国上卿、天子二守。